# سیگویل (تگزاس)
سیگویل، تگزاس(به انگلیسی: Seagoville, Texas) شهری در ایالت تگزاس از ایالات جنوبی ایالات متحده آمریکا است. در سرشماری سال ۲۰۰۰، جمعیت این شهر ۱۰۸۲۳ نفر اعلام شد.